# Svatava Hubeňáková
Svatava Hubeňáková (9. června 1928 Štramberk – 23. prosince 2024 Sedlčany) byla česká herečka.

## Život
Po absolutoriu pražské DAMU svoji hereckou kariéru odstartovala působením ve Východočeském divadle v Pardubicích v letech 1955–1961. V letech 1961–1963 byla členkou hereckého souboru Filmového studia Barrandov. V pražské Laterně magice vystupovala v letech 1964–1990, dále také hrála v kladenském Divadle Jaroslava Průchy.
Kromě toho vytvořila několik desítek filmových a televizních postav, věnovala se i práci v dabingu.
V roce 1987 byla jmenována zasloužilou umělkyní.

## Divadelní role
- Slávka, Fráňa Šrámek, Měsíc nad řekou
- Líza, George Bernard Shaw, Pygmalion
- Olga, L. N. Leonov, Vpád
- Blanche, Tennessee Williams, Tramvaj do stanice Touha
- Roxana, Edmond Rostand, Cyrano z Bergeraku
- Marguerita Gautierová, Alexander Dumas mladší, Dáma s kaméliemi

## Filmografie, výběr
- 1956 Synové hor
- 1962 Oranžový měsíc
- 1963 Ikarie XB 1
- 1966 Poklad byzantského kupce
- 1976 Muž na radnici
- 1978 Zákony pohybu
- 1981 Okres na severu
- 1984 Láska z pasáže
- 1985 Vlak dětství a naděje
- 1989 Vrať se do hrobu!
- 1989 Král kolonád